# Citrus × floridana
Il limequat (Citrus × floridana (J.W.Ingram & H.E.Moore) Mabb., 1998) è un ibrido risultato dall'incrocio tra limetta (Citrus × aurantiifolia) e kumquat (C. japonica).

## Varietà

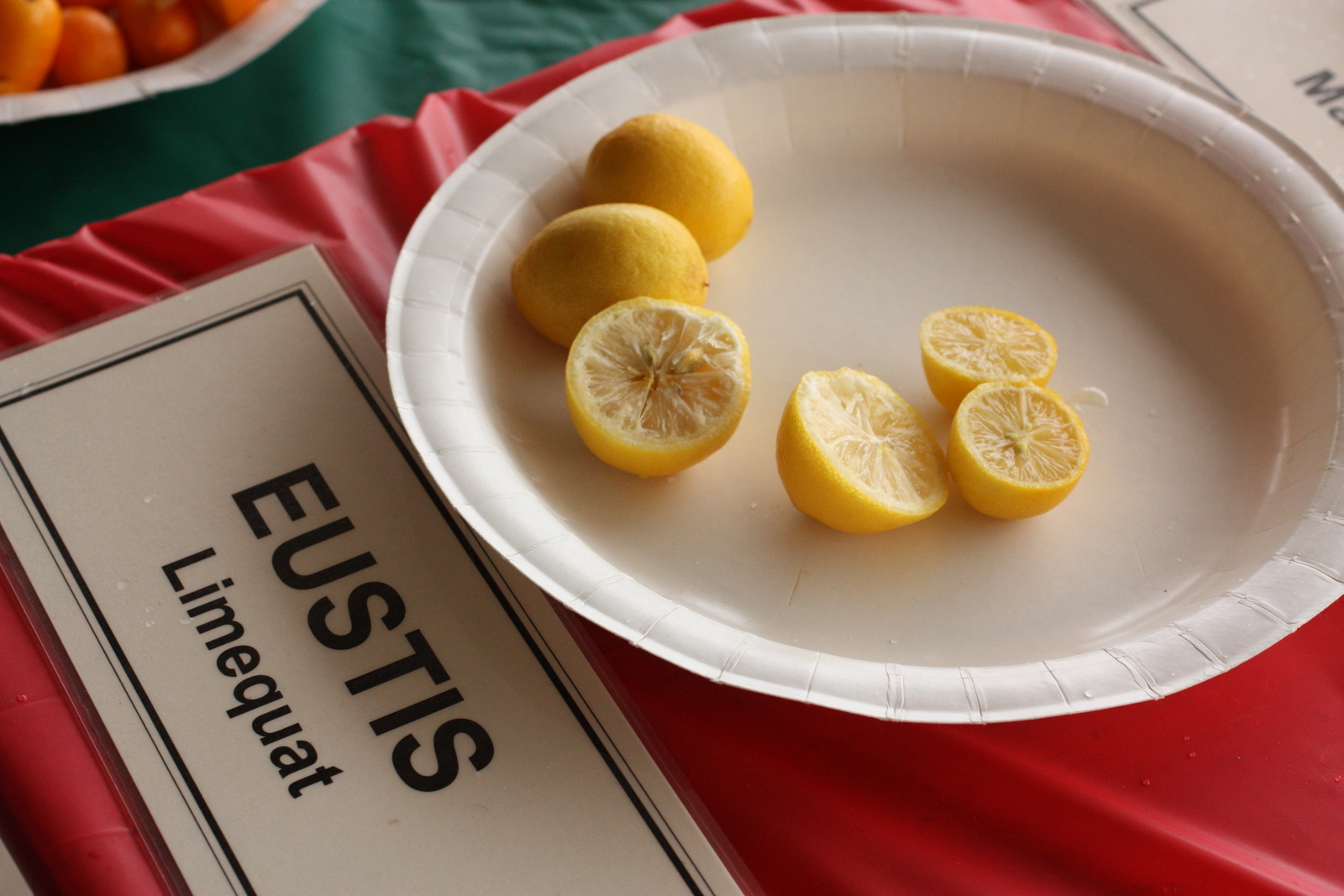
Eustis Limequat

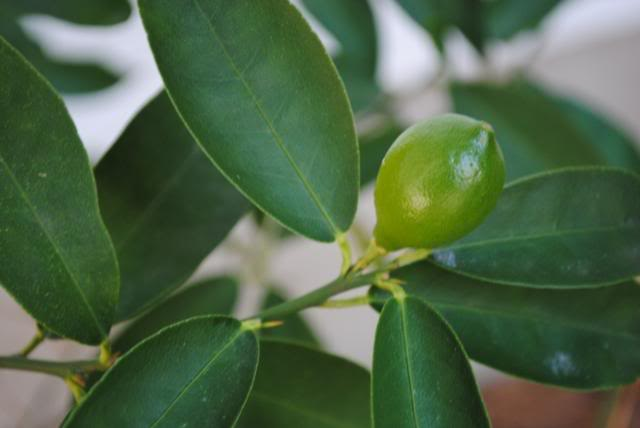
Lakeland Limequat

Esistono 3 diverse cultivar di limequat: 
- Eustis  - limetta incrociata con un kumquat rotondo, il limequat più comune.  Prende il nome della città statunitense di Eustis in Florida.
- Lakeland - limetta incrociata con un kumquat rotondo, seme diverso da un diverso genitore ibrido come Eustis. Il frutto è leggermente più grande e contiene meno semi rispetto ad Eustis. Prende il nome della città statunitense di Lakeland in  Florida.
- Tavares - limetta incrociata con un kumquat ovale (sebbene ci siano alcune speculazioni che in realtà sia un ibrido di limone/kumquat), il frutto è più grande e più elongato e alla maturità il colore è più tendente all'arancione rispetto agli altri limequat. Prende il nome dalla città statunitense di Tavares in Florida.